# Slovacchia all'Eurovision Song Contest
La Slovacchia ha partecipato all'Eurovision Song Contest sette volte, debuttando nel 1994. Ci fu un tentativo di partecipazione nel 1993, ma la canzone scelta non superò la selezione di Lubiana. A causa dei risultati deludenti nelle competizioni del 1994, 1996 e 1998 (canzoni scelte internamente), la Slovacchia fu costretta per regolamento a saltare le edizioni del 1995, 1997 e 1999, rinunciando poi a partecipare all'edizione del 2000 ed a quelle successive per problemi economici.
Nel 2008 la televisione slovacca annunciò l'intenzione di tornare all'evento, ma per mancanza di fondi (che pure in passato contrinse la tv di stato STV a rinunciare alla manifestazione) fece retromarcia. Nel 2009 ritornò a partecipare dopo un'assenza durata 11 anni, e si presentò anche nelle successive tre edizioni. Nelle prime due, il paese ha usato una lunga selezione nazionale dove furono scelti brani in lingua slovacca e si fermò alla semifinale: 18º e 16º. Per il 2011 dopo una serie di conferme e smentite, la nuova radiotelevisione di stato RTVS (nata con la fusione di STV e Slovenský Rozhlas proprio in tale periodo) ha poi deciso di partecipare all'evento, e ha scelto internamente le TWiiNS con I'm Still Alive, prima canzone in inglese portata dal paese, classificata 13ª in semifinale. La selezione interna è stata usata anche nel 2012, per la scelta di Miro Šmajda, che si è presentato col nome d'arte di Max Jason Mai, ultimo in semifinale con il brano rock Don't Close Your Eyes. Nel 2013 il paese si ritira nuovamente dall'evento per problemi finanziari.
Negli anni 2020 la Slovacchia ha espresso l'intenzione di tornare al concorso canoro, assicurandosi prima di possedere condizioni "economiche ed artistiche" favorevoli.

## Partecipazioni
- Primo posto
- Secondo posto
- Terzo posto
- Ultimo posto

| Anno                                    | Artista                         | Canzone                         | Lingua                          | Posizione                       | Posizione                       | Posizione         | Posizione         |
| Anno                                    | Artista                         | Canzone                         | Lingua                          | Finale                          | Punti                           | Semi              | Punti             |
| --------------------------------------- | ------------------------------- | ------------------------------- | ------------------------------- | ------------------------------- | ------------------------------- | ----------------- | ----------------- |
| 1993                                    | Elán                            | Amnestia na neveru              | Slovacco                        | Non qualificata                 | Non qualificata                 | 4º                | 50                |
| 1994                                    | Martin Ďurinda & Tublatanka     | Nekonečná pieseň                | Slovacco                        | 19º                             | 15                              | Niente semifinali | Niente semifinali |
| Nessuna partecipazione nel 1995         |                                 |                                 |                                 |                                 |                                 | Niente semifinali | Niente semifinali |
| 1996                                    | Marcel Polander                 | Kým nás máš                     | Slovacco                        | 18º                             | 19                              | 17º               | 36                |
| Nessuna partecipazione nel 1997         | Nessuna partecipazione nel 1997 | Nessuna partecipazione nel 1997 | Nessuna partecipazione nel 1997 | Nessuna partecipazione nel 1997 | Nessuna partecipazione nel 1997 | Niente semifinali | Niente semifinali |
| 1998                                    | Katarína Hasprová               | Modlitba                        | Slovacco                        | 21º                             | 8                               | Niente semifinali | Niente semifinali |
| Nessuna partecipazione dal 1999 al 2008 |                                 |                                 |                                 |                                 |                                 |                   |                   |
| 2009                                    | Kamil Mikulčík & Nela Pocisková | Let' tmou                       | Slovacco                        | Non qualificata                 | Non qualificata                 | 18º               | 8                 |
| 2010                                    | Kristína Peláková               | Horehronie                      | Slovacco                        | Non qualificata                 | Non qualificata                 | 16º               | 24                |
| 2011                                    | TWiiNS                          | I'm Still Alive                 | Inglese                         | Non qualificata                 | Non qualificata                 | 13º               | 48                |
| 2012                                    | Max Jason Mai                   | Don't Close Your Eyes           | Inglese                         | Non qualificata                 | Non qualificata                 | 18º               | 22                |
| Nessuna partecipazione dal 2013 al 2026 |                                 |                                 |                                 |                                 |                                 |                   |                   |

Note:
- Nel 1993, la Slovacchia non è riuscita a qualificarsi per il concorso. Infatti, quell'anno, c'è stata una pre-qualificazione televisiva per 7 paesi, per aggiudicarsi gli ultimi 3 posti che spettavano ai paesi debuttanti. Sul sito ufficiale dell'Eurovision questa partecipazione non viene calcolata.

## Statistiche di voto
Fino al 2012, le statistiche di voto della Slovacchia sono:
| # | Stato   | Punti |
| - | ------- | ----- |
| 1 | Malta   | 34    |
| 2 | Estonia | 30    |
| 3 | Croazia | 27    |
| 4 | Svezia  | 26    |
| 5 | Irlanda | 21    |

| # | Stato   | Punti |
| - | ------- | ----- |
| 1 | Malta   | 20    |
| 2 | Croazia | 8     |
| 3 | Grecia  | 7     |
| 4 | Polonia | 5     |
| 5 | Spagna  | 2     |

| # | Stato                | Punti |
| - | -------------------- | ----- |
| 1 | Estonia              | 50    |
| 2 | Svezia               | 48    |
| 3 | Norvegia             | 47    |
| 4 | Bosnia ed Erzegovina | 41    |
| 5 | Malta                | 31    |

| # | Stato                | Punti |
| - | -------------------- | ----- |
| 1 | Malta                | 27    |
| 2 | Ucraina              | 14    |
| 3 | Bosnia ed Erzegovina | 11    |
| 4 | Portogallo           | 9     |
| 5 | Croazia              | 8     |